# Kaple Panny Marie Růžencové (Dúbravka)
Kaple Panny Marie Růžencové je římskokatolická kaple nacházející se v Bratislavské Dúbravce.

## Poloha

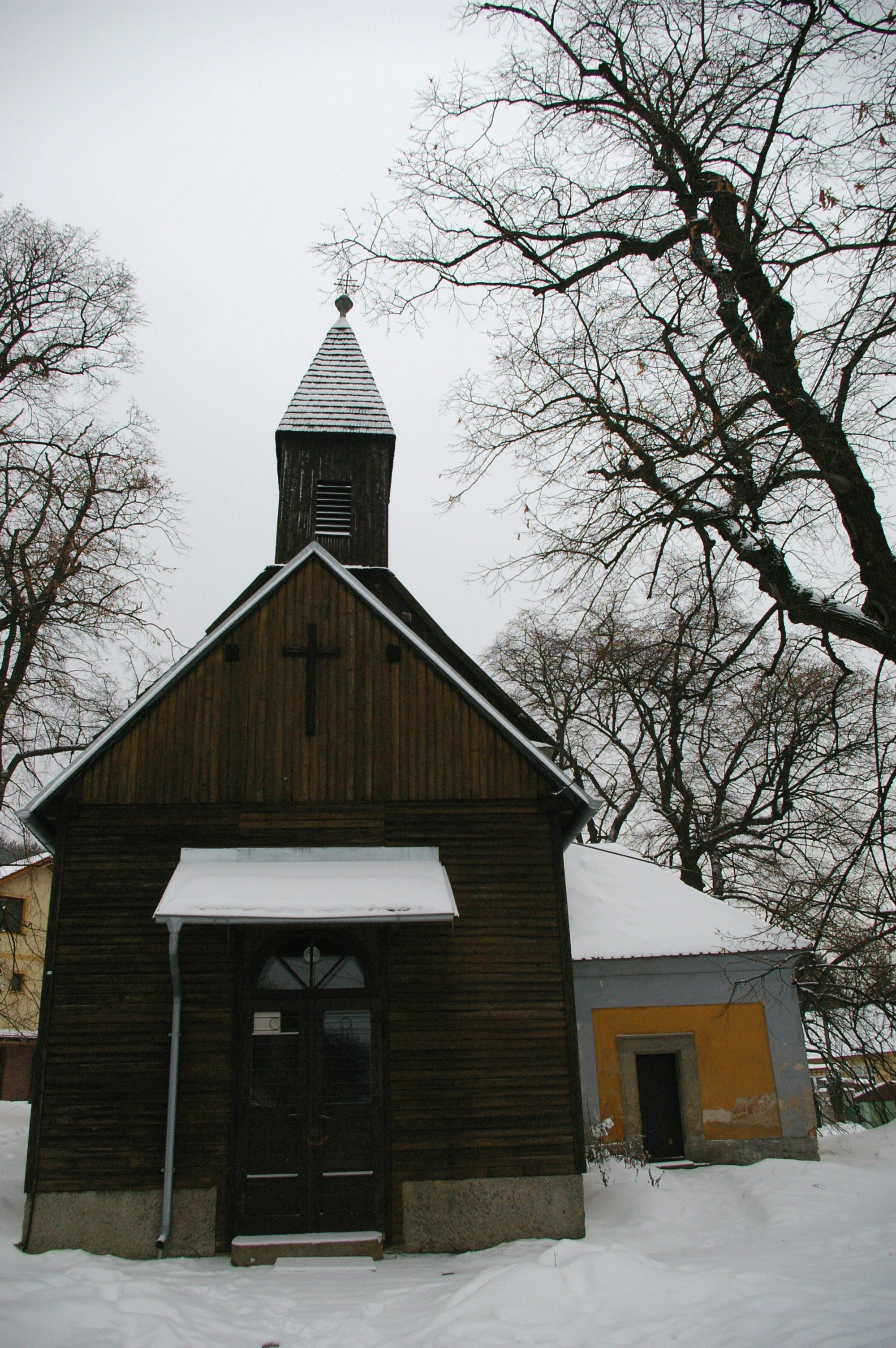
Kaple v zimě

Kaple se nachází ve staré Dúbravke, nedaleko farní budovy. Pravděpodobně jde o zbytek nedostavěného barokního kostela. Sakrální prostor je ukončen segmentovým uzávěrem a je zaklenut valenou lunetovou klenbou. Na severní straně se nachází sakristie, zaklenuta pruskou klenbou.

## Oltář
Pozdněbarokní hlavní oltář se vyznačuje sloupovou architekturou s Korintskými hlavicemi, nákladů a štítem. Ve středu se nachází obraz Panny Marie, který ze stran přidržují andělé. Dále se zde nacházejí plastiky sv. Josefa a Panny Marie. Ve stejném slohu je i boční oltář.

## Dúbravka jako poutní místo
V té době obec Dúbravka neměla vlastního faráře. Všechny svátosti katolickým obyvatelům Důbravky chodil sloužit pan farář z Děvína. Nebylo to jednoduché, protože pokaždé bylo třeba provést pěšky cestu přes hory z Děvína do Dúbravky a zase zpátky do Děvína. V nepříznivém počasí byla chůze přes strmé svahy Devínské Kobyly obzvláště vyčerpávající.

V Dúbravke tehdy žil pastýř, který každý den pásl dobytek Dúbravčanov. Byl to bohabojný člověk. Během jednoho dne, když procházel kolem plané hrušky, zjevila se mu v ozářené koruně stromu Panna Maria. Oznámila mu poselství a požádala ho, aby ho vyprávěl knězi, který uděluje v Dúbravke svátosti.

Úleknutý pastýř tedy udělal to, o co byl požádán. Odešel do Děvína a tam panu faráři vše oznámil. Devínský služebník Boží však zprávu nepřijal tak, jako pastýř očekával. Farář pastýři řekl, že mu nevěří a pokáral jej, že si to všechno vymyslel. Pastýř po tomto rozhovoru tedy odešel zpět do Dúbravky. Krátce nato však farář náhle oslepl. V duši cítil, že to byl trest za jeho nevěřící zatvrzelost. Padl na kolena a začal se zkroušeně modlit. Po chvíli modlitby se vydal kleče na pokornou cestu přes hory z Děvína do Dúbravky. Cestu přes hluboké výmoly dobře znal i naslepo, takže v pokoře a modlitbách se s rozedranými koleny dostal až na kraj lesa, už na Dúbravskou stranu kopce. Zde se mu náhle zrak vrátil.

Zprávy o zjevení Panny Marie Dúbravská na stromě zjevení, ale i o nevěřícím a pak kajícím Devínském faráři a jeho oslepnutí a zázračném uzdravení se velmi rychle rozšířily mezi obyvateli Dúbravky. Rozšířili se ale i do dalekého okolí. Dúbravku začali navštěvovat houfy poutníků, přinášející Panně Marii Dúbravské své prosby i poděkování. Dúbravka se tak postupně stala uctívaným poutním místem. Byla jedním ze čtyř nejvýznamnějších míst, na kterých se setkávali chorvatští kolonisté ze všech koutů Rakouska a Uherska.
Dúbravské noviny (3/2003)

## Jeskyňka s obrazem zjevení
Nedaleko místa, kde se pastýři zjevila Panna Maria, Dúbravčania postavili malou jeskyňku. V ní je zobrazen výjev zjevení Panny Marie v Lurdech.

### Galerie

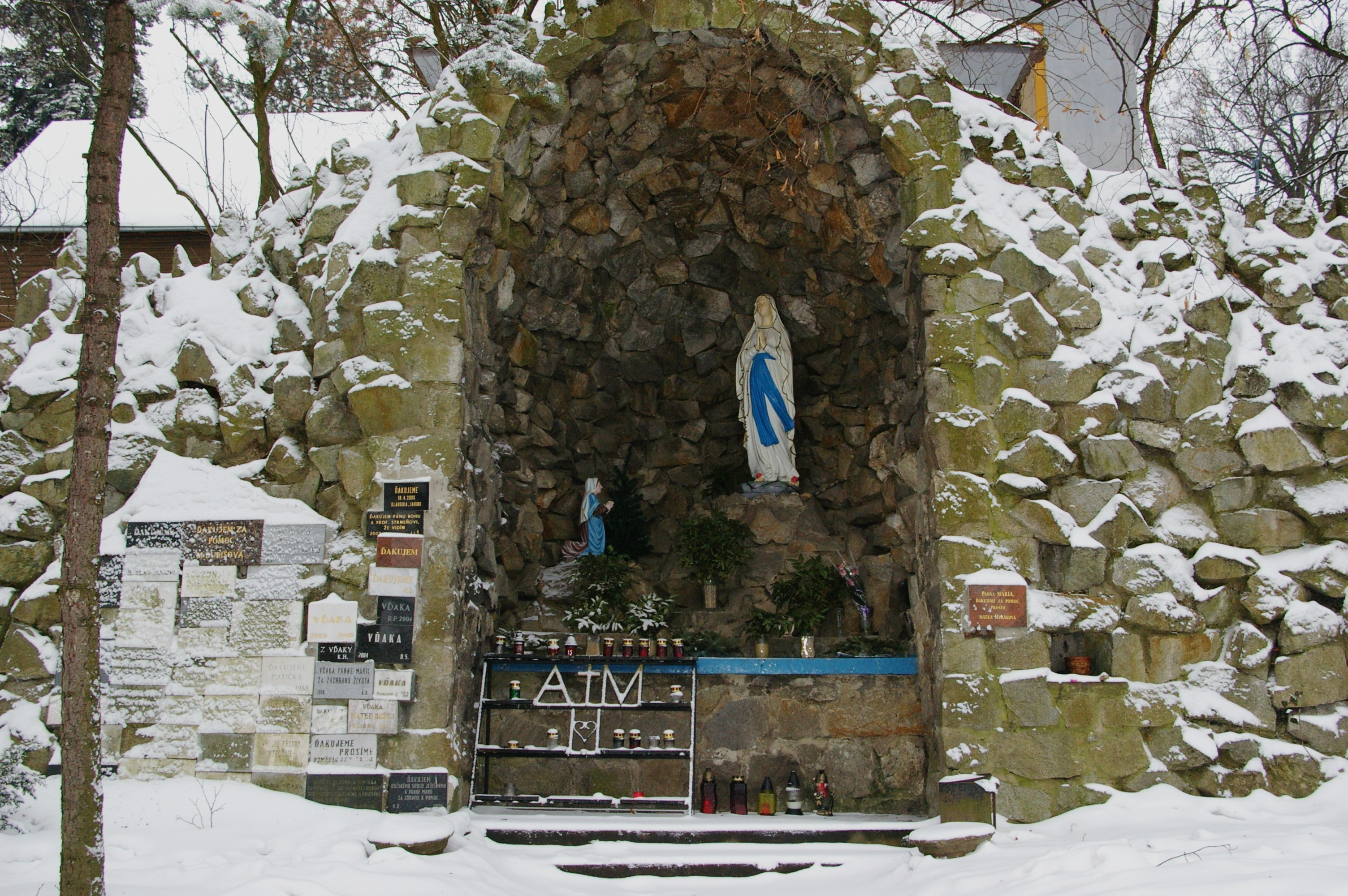
Jeskyňka s děkovnými tabulemi
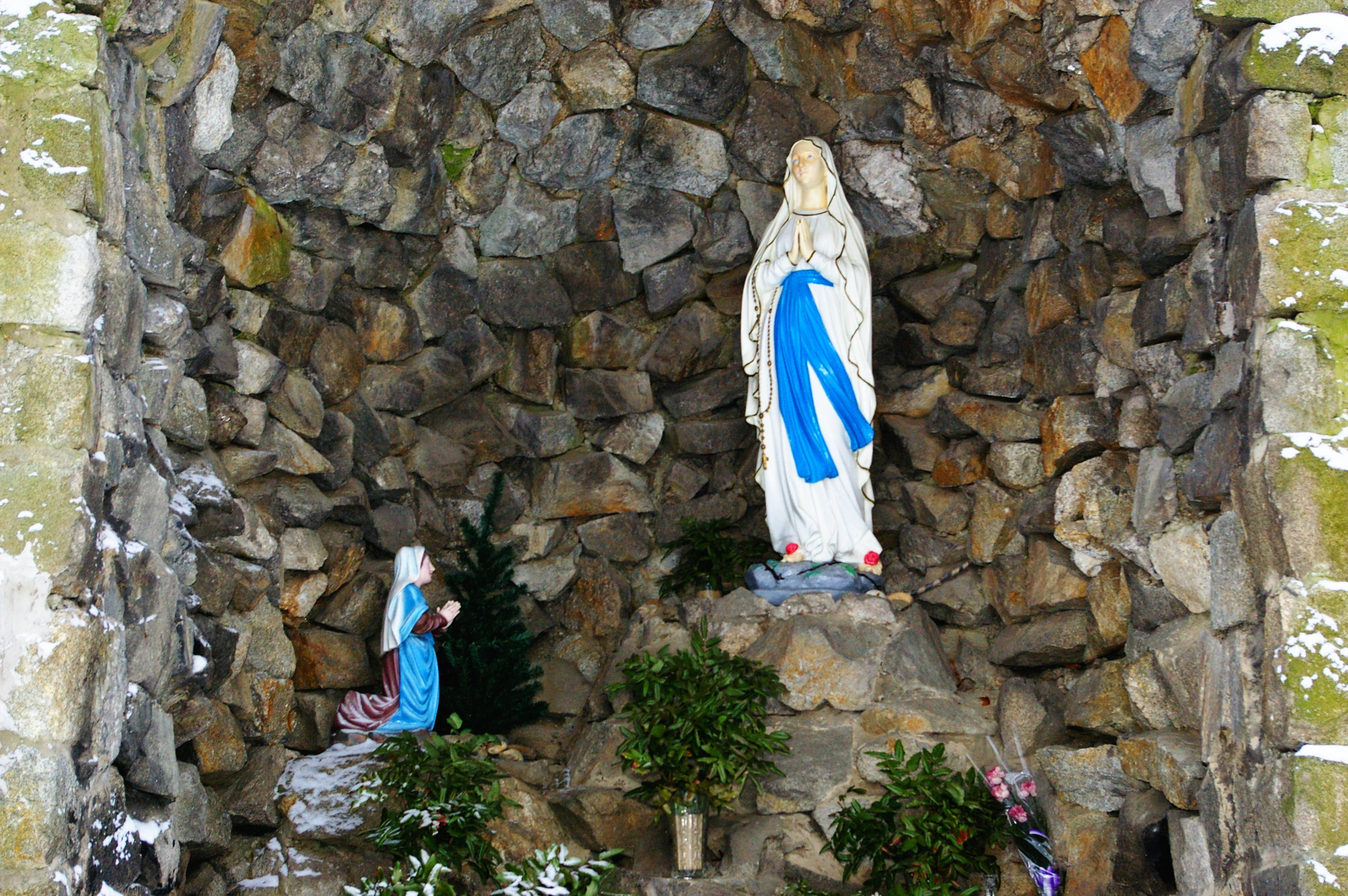
Výjev v jeskynce
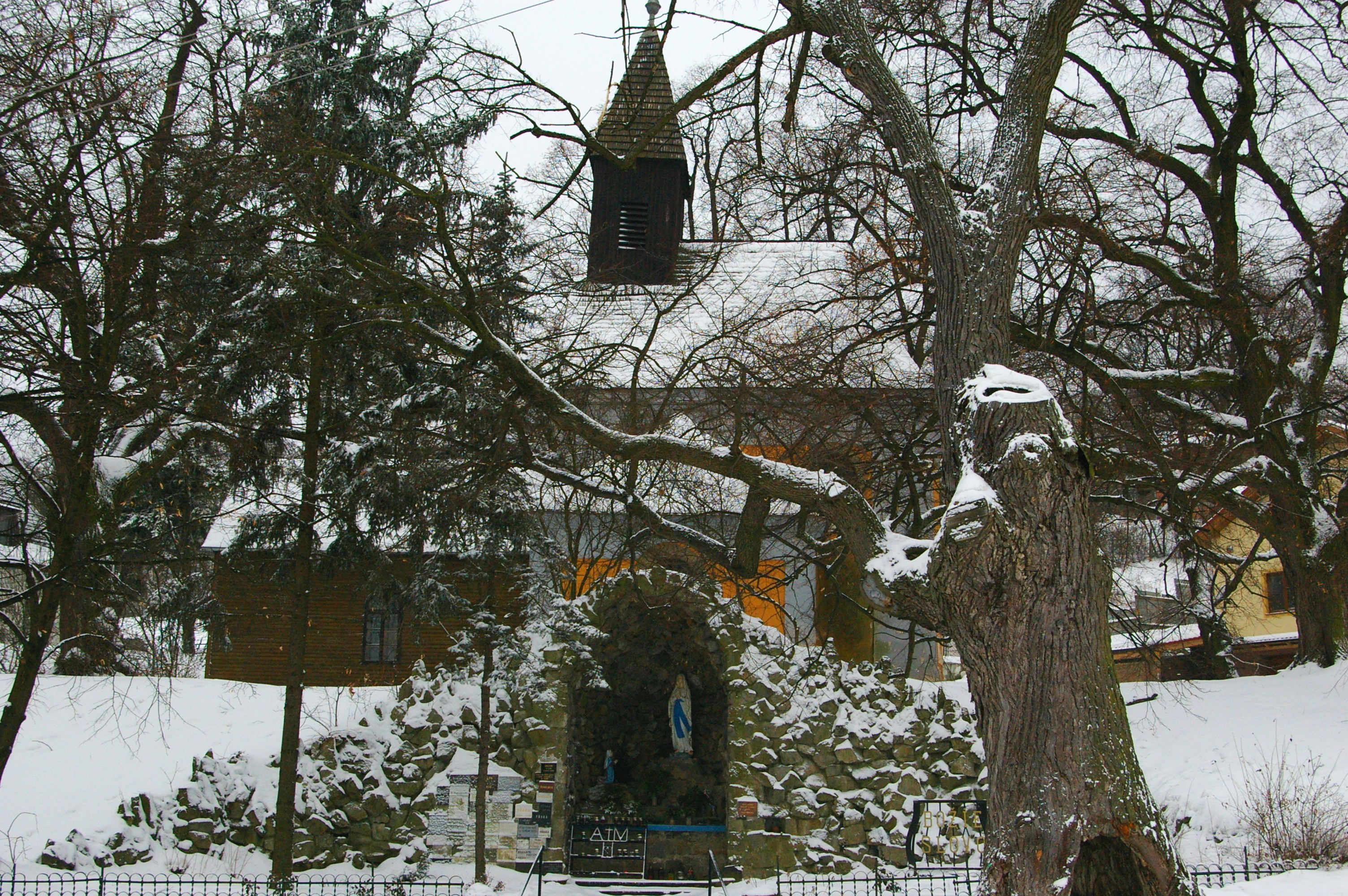
Jeskyňka s kaplí v pozadí
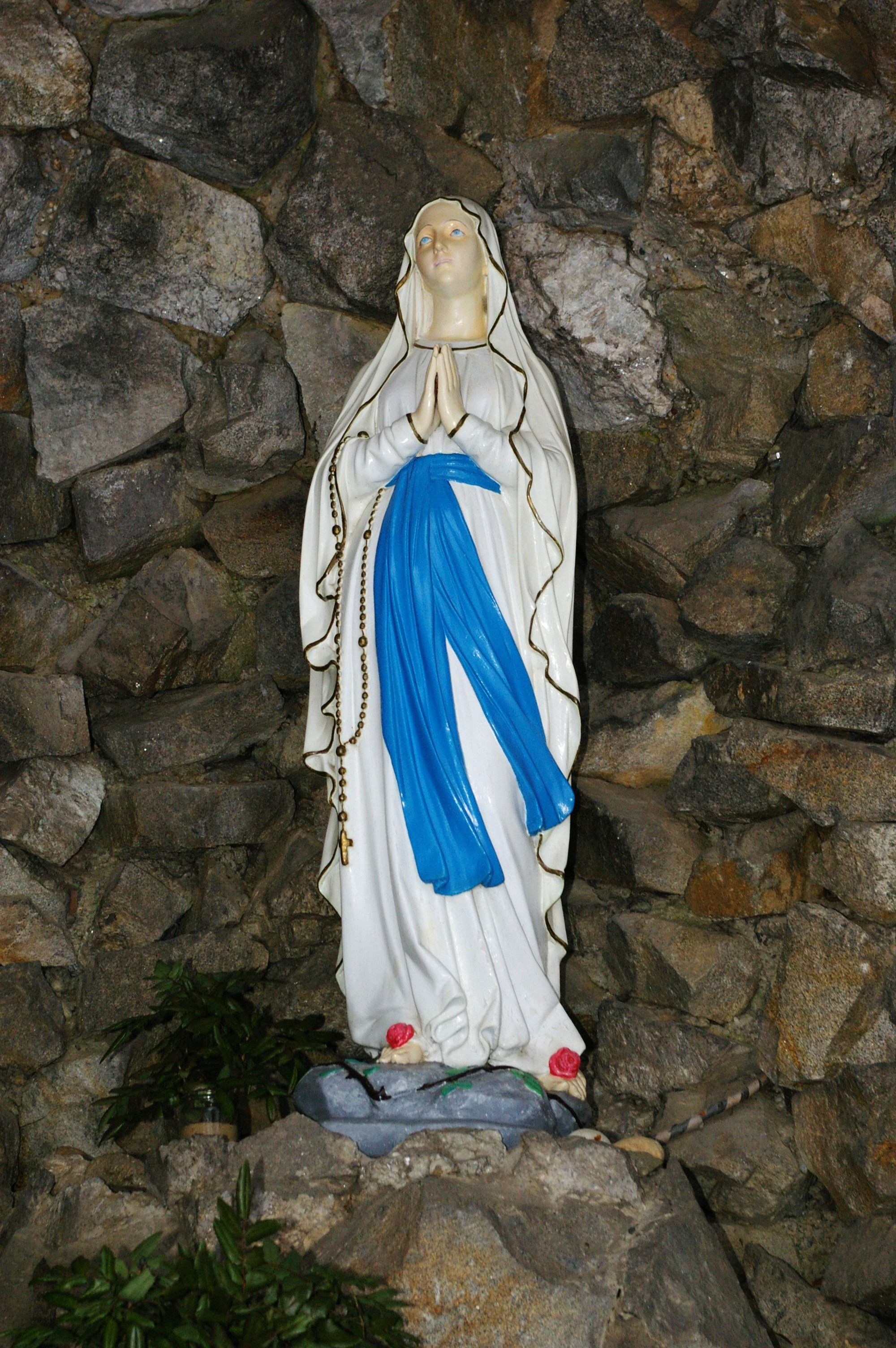
Socha Panny Márie v jeskyňce